# Soluňské císařství
Soluňské císařství je moderní historický název pro Epirský despotát na vrcholu moci v letech 1224–1246, kdy mu vládl Theodoros Komnenos Dukas, který se zmocnil soluňského království. Roku 1224 se epirský despota nechal v řeckém městě Soluni korunovat byzantským císařem. Epirský despotát byl řecký stát a nástupce zaniklé byzantské (římské) říše usilující o dobytí Konstantinopole a obnovu říše. V roce 1246 byla Soluň dobyta vojsky konkurenčního Nikájského císařství, které sledovalo totožný cíl obnovy Byzance. V té době byla Konstantinopol pod nadvládou franských křižáků (Řeky označované jako Frankokratia) a původní konstantinopolský dvůr sídlil v exilu v maloasijské Nikáji, viz Nikájské císařství.

## Historie
Epirský despota Theodoros Komnenos Dukas (vládl 1215–1230) byl z významné císařské dynastie Komnenoduků a měl proto nárok na byzantský císařský trůn. Dobyl většinu Makedonie a Thesálie a posléze se zmocnil soluňského království, bývalého území Byzance. V roce 1224 byl v Soluni korunován císařem. Získat zpět Konstantinopol a sjednotit nástupnické státy Byzance se nepodařilo. Po porážce v bitvě u Klokotnice upadl do bulharského zajetí. Během něho se zapojil do nezdařeného spiknutí proti Ivanu II. Asenovi, načež byl oslepen. Epirus se stal vazalem Nikájského císařství a nový vládce Demetrios (vládl 1244–1246) se spokojil s titulem despoty.
Nikájské císařství později převzalo iniciativu a postupně připravilo Epirus o jeho nová území na východě včetně města Soluň v roce 1246. V roce 1261 nikájský císař Michael VIII. Palaiologos dobyl zpět také Konstantinopol a konečně obnovil byzantské císařství pod novou dynastií Palaiologů.